# Recht der Verbote und Beschränkungen für den grenzüberschreitenden Warenverkehr
Recht der Verbote und Beschränkungen für den grenzüberschreitenden Warenverkehr (VuB) sind zusammengefasste Regeln im In- und Export, für dessen Durchsetzung die Zollbehörden zuständig sind.
Die Ein-, Aus- oder Durchfuhr zahlreicher Waren in den deutschen bzw. EU-Binnenmarkt ist durch eine Vielzahl von Gesetzen reglementiert bzw. verboten.
Hierbei handelt es sich insbesondere um Bestimmungen aus dem Abfall-, Artenschutz-, Arzneimittel-, Betäubungsmittel-, Gentechnik-, Marken-, Tierseuchen- oder Waffenrecht.